# Lupghar Sar

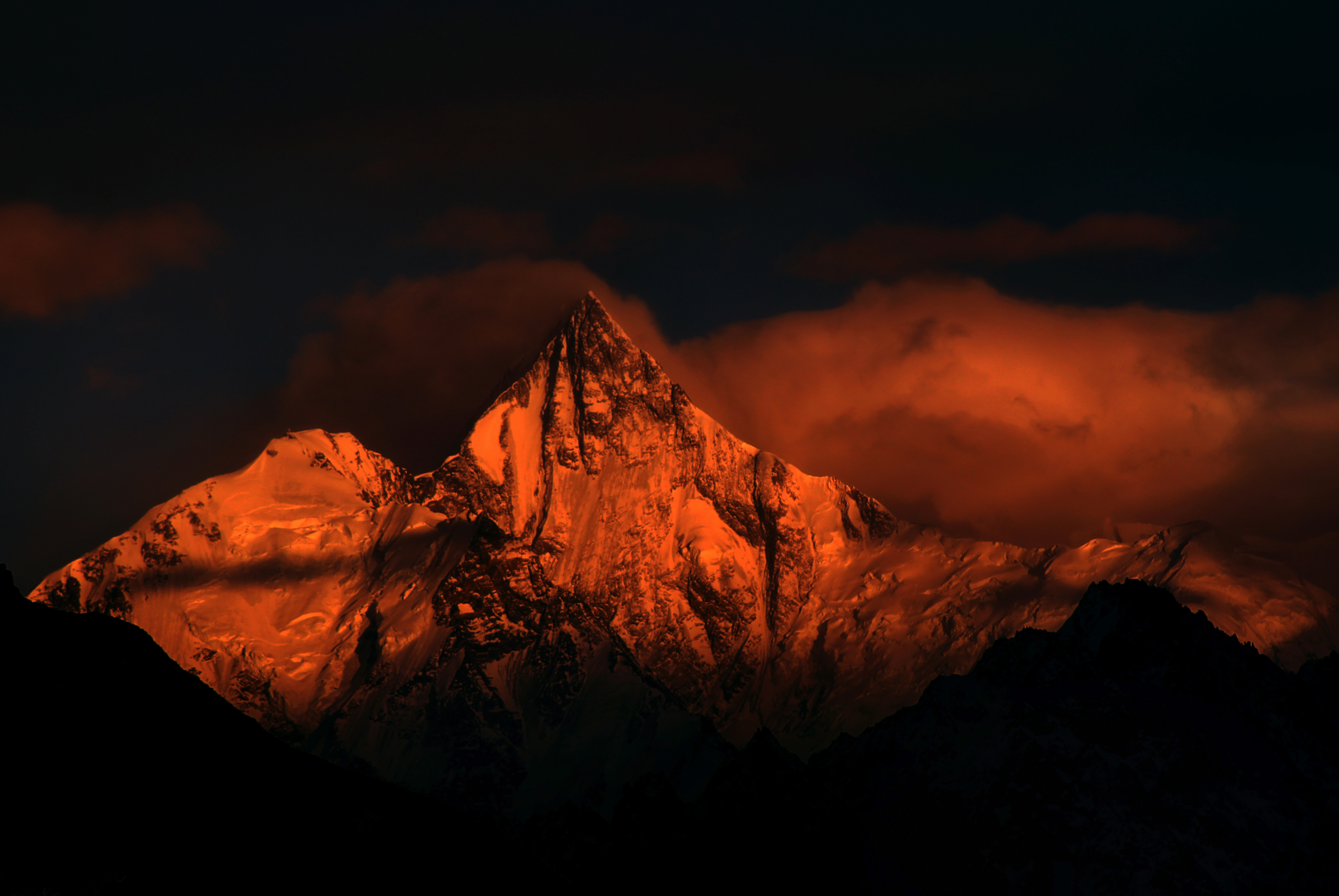

Lupghar Sar je hora v pohoří Karákóram ležící v oblasti Gilgit-Baltistán v Pákistánu. Leží asi 15 km západně od vrcholu Distaghil Sar a je to nejzápadnější sedmitisícový vrchol pohoří Hispar Muztagh, které je součástí Karákóramu.

## Prvovýstup
Poprvé stanuli na vrcholu v roce 1979 němečtí bratři Hans a Sepp Gloggnerovi.
První sólový výstup provedl 7. července 2018 rakouský horolezec Hansjörg Auer.